# Гаттенбергер, Борис Петрович
Борис Петрович Гаттенбергер (1892 — 27 сентября 1919) — капитан 13-го лейб-гренадерского Эриванского полка, георгиевский кавалер, участник Первой мировой войны и Белого движения.

## Биография
Родился в 1892 году в фамильном имении Юрушково Тверской губернии. Происходил из дворян той же губернии. Сын подполковника Петра Николаевича Гаттенбергера.
Окончил Симбирский кадетский корпус (1911) и Павловское военное училище (1913), откуда выпущен был подпоручиком в 13-й лейб-гренадерский Эриванский полк.
С началом Первой мировой войны, будучи младшим офицером 6-й роты, выступил с полком из Манглиса на Северо-Западный фронт.
Был ранен и остался в строю 28 ноября 1914 года под Сохачевым, во время заключительной фазы Лодзинского сражения. Удостоен Георгиевского оружия
За то, что в бою 28 ноября 1914 года у д. Пржевиче, увидев, что немцы заходят во фланг соседней с ним роты, бросился на них с полуротой в штыки, но, потеряв в этой штыковой атаке почти всех людей, принужден был с другой полуротой пробиваться через окружившего его численно превосходящими силами противника, что и выполнил и присоединился с уцелевшими людьми к своему полку.
После развала фронта, когда в 1918 году Крым был занят германскими войсками, капитан Гаттенбергер оказался с семьей в городе Ялте, где работал начальником ялтинской милиции и на её основе из офицеров-добровольцев он начал формировать офицерскую Ялтинскую роту, которая сразу же поступила в распоряжение генерала барона де Воде, представителя Добровольческой армии в Крыму. В декабре капитан Гаттенбергер получил приказ с двумя ротами отправиться в Симферополь и поступить на укомплектование Симферопольского офицерского полка, при котором был назначен командиром 2-го батальона.
14 сентября 1919 года на реке Синюха капитан Гаттенбергер покончил с собой при следующих обстоятельствах:

Кавалерия махновцев наседала с трех сторон, и наконец, капитан Гаттенбергер и еще уцелевшая группа бойцов оказались окруженными со всех сторон. На требования махновцев «сдавайтесь, бело-бандиты» капитан Гаттенбергер крикнул: «Добровольцы не сдаются», слез с коня, двумя выстрелами из револьвера убил коня и третью пулю пустил себе в лоб.— Альмендингер В. В. Гибель 2-го батальона Симферопольского офицерского полка (памяти капитана Б. П. Гаттенбергера) на сайте «Адъютант.ру».